# Chris Cooper
Christopher Walton "Chris" Cooper (Kansas City, Misuri; 9 de julio de 1951) es un actor estadounidense. En 2002 ganó un premio Óscar en la categoría mejor actor de reparto por su trabajo en Adaptation.

## Biografía
Educado en la Missouri School of Drama, Cooper comenzó su carrera como actor en los teatros de Broadway y de off-Broadway.
Su debut cinematográfico fue de la mano de John Sayles en Matewan (1987), aunque el reconocimiento le llegó con una película del mismo director, Lone Star, estrenada en 1996. Posteriormente apareció en películas como American Beauty, Jarhead, Capote y Adaptation, que le mereció el Óscar al mejor actor de reparto en 2002.
Cooper se casó con la actriz Marianne Leone y ambos tuvieron un solo hijo, Jesse, que padecía parálisis cerebral y falleció a los diecisiete años.

## Filmografía

### Cine
| Año  | Título original                           | Papel                    |
| ---- | ----------------------------------------- | ------------------------ |
| 1987 | Matewan                                   | Joe Kenehan              |
| 1991 | Thousand Pieces of Gold                   | Charlie                  |
| 1991 | City of Hope                              | Riggs                    |
| 1991 | Guilty by Suspicion                       | Larry Nolan              |
| 1993 | This Boy's Life                           | Roy                      |
| 1995 | Money Train                               | Torch                    |
| 1996 | A Time to Kill                            | Diputado Looney          |
| 1996 | Lone Star                                 | Sam Deeds                |
| 1996 | Boys                                      | John Baker               |
| 1996 | Pharaoh's Army                            | Capitán John Hull Abston |
| 1997 | Horton Foote's Alone                      | Gus Jr.                  |
| 1998 | Breast Men                                | Dr. William Larson       |
| 1998 | The Horse Whisperer                       | Frank Booker             |
| 1998 | Great Expectations                        | Joe                      |
| 1999 | American Beauty                           | Coronel Fitts            |
| 1999 | The 24 Hour Woman                         | Ron Hacksby              |
| 1999 | October Sky                               | John Hickman             |
| 2000 | El patriota                               | Coronel Harry Burwell    |
| 2000 | Me, Myself & Irene                        | Lieutenant Gerke         |
| 2002 | Adaptation                                | John Laroche             |
| 2002 | The Bourne Identity                       | Alexander Conklin        |
| 2003 | Seabiscuit                                | Tom Smith                |
| 2004 | Silver City                               | Dickie Pilager           |
| 2004 | The Bourne Supremacy                      | Conklin (fotografía)     |
| 2005 | Syriana                                   | Jimmy Pope               |
| 2005 | Jarhead                                   | Tte. Coronel Kazinski    |
| 2005 | Capote                                    | Alvin Dewey              |
| 2006 | Primo Levi's Journey                      | Narrador                 |
| 2007 | The Kingdom                               | Grant Sykes              |
| 2007 | Breach                                    | Robert Hanssen           |
| 2008 | Married Life                              | Harry Allen              |
| 2009 | New York, I Love You                      | Alex                     |
| 2009 | Where The Wild Things Are                 | Douglas (voz)            |
| 2010 | Amigo                                     | Coronel Hardacre         |
| 2010 | The Company Men                           | Phil Woodward            |
| 2010 | The Town                                  | Stephen MacRay           |
| 2010 | Remember Me                               | Sgt. Neil Craig          |
| 2011 | The Muppets                               | Tex Richman              |
| 2013 | August: Osage County                      | Charles Aiken            |
| 2013 | The Company You Keep                      | Daniel Sloan             |
| 2014 | The Amazing Spider-Man 2: Rise of Electro | Norman Osborn            |
| 2015 | Demolition                                | Phil                     |
| 2015 | Coming Through the Rye                    | J. D. Salinger           |
| 2016 | Live by Night                             | Irving Figgis            |
| 2017 | Cars 3                                    | Smokey (voz)             |
| 2019 | A Beautiful Day in the Neighborhood       | Jerry Vogel              |
| 2019 | Mujercitas                                | Mr. Laurence             |
| 2023 | El estrangulador de Boston                | Jack MacLaine            |
| 2025 | Everything's Going to Be Great            | Walter                   |

### Televisión
| Año  | Título original     | Papel              | Notas      |
| ---- | ------------------- | ------------------ | ---------- |
| 1987 | The Equalizer       | Michael            | 1 episodio |
| 1989 | Lonesome Dove       | July Johnson       | Miniserie  |
| 1996 | Law & Order         | Roy Payne          | 1 episodio |
| 2003 | My House In Umbria  | Tom Riverside      | Telefilme  |
| 2008 | American Experience | Walt Whitman (voz) |            |
| 2016 | 11.22.63            | Al Templeton       | Miniserie  |

## Premios y nominaciones
Premios Óscar
| Año  | Categoría              | Trabajo nominado | Resultado |
| ---- | ---------------------- | ---------------- | --------- |
| 2003 | Mejor actor de reparto | Adaptation       | Ganador   |

Premios Globo de Oro
| Año  | Categoría              | Trabajo nominado | Resultado |
| ---- | ---------------------- | ---------------- | --------- |
| 2003 | Mejor actor de reparto | Adaptation       | Ganador   |

Premios BAFTA
| Año  | Categoría              | Trabajo nominado | Resultado |
| ---- | ---------------------- | ---------------- | --------- |
| 2003 | Mejor actor de reparto | Adaptation       | Candidato |

Premios Primetime Emmy
| Año  | Categoría                                      | Trabajo nominado   | Resultado |
| ---- | ---------------------------------------------- | ------------------ | --------- |
| 2003 | Mejor actor de reparto - Miniserie o telefilme | My House in Umbria | Candidato |

Premios del Sindicato de Actores
| Año  | Categoría              | Trabajo nominado     | Resultado |
| ---- | ---------------------- | -------------------- | --------- |
| 2000 | Mejor actor de reparto | American Beauty      | Candidato |
| 2000 | Mejor reparto          | American Beauty      | Ganador   |
| 2003 | Mejor actor de reparto | Adaptation           | Candidato |
| 2003 | Mejor reparto          | Adaptation           | Candidato |
| 2004 | Mejor actor de reparto | Seabiscuit           | Candidato |
| 2004 | Mejor reparto          | Seabiscuit           | Candidato |
| 2006 | Mejor reparto          | Capote               | Candidato |
| 2014 | Mejor reparto          | August: Osage County | Candidato |